# Base de loisirs de Saint-Sardos
Le Parc de loisirs de Saint-Sardos est une base de plein air et de loisirs française située sur la commune de Saint-Sardos dans le département de Tarn-et-Garonne.

## Présentation
Les installations sont situées au bord du Lac du Boulet, alimenté par le Tort.
En saison estivale, plusieurs activités sont proposées : piscine, toboggan aquatique, tyrolienne géante, paintball, chasse au trésor autour du lac, minigolf, structures gonflables trampoline, waterball, standup paddle, pédalos, terrains de volley-ball, city stade, aire de jeux, sentier de randonnée, aires de pique nique.
Le lac est ouvert à la pêche.

## Activités
- Piscines et pataugeoires
- Mini Golf
- Tyrolienne géante
- Pédalos
- Canoë-kayak
- Boulodrome
- Aire de pique-nique/barbecue
- Bar-Restaurant

## Gestion
Lors de sa création, la base de loisirs était gérée par la commune de Saint-Sardos. À la suite de problèmes de financement et de gestion, la communauté du Pays de Garonne et Gascogne a pris le relais. Depuis le 1er janvier 2017, à la suite de la fusion des communautés de communes Garonne et Canal, du Pays de Garonne et Gascogne et du Terroir de Grisolles et Villebrumier, la Base de loisirs est gérée par la Communauté de communes Grand Sud Tarn-et-Garonne.
Le pôle Tourisme de la Communauté de communes Grand Sud Tarn-et-Garonne d'où est dirigée la base de Loisirs se situe à Verdun-sur-Garonne.

### Fermeture et réaménagement
Le parc de loisirs n'a pas ouvert lors de la saison 2020 à cause des restrictions liées à la Covid-19 et au manque de préparation. Face au vieillissement des installations, il est également resté fermé pour les saisons 2021 et 2022.
Des travaux de réaménagement commencent en 2023 avec une réouverture prévue en 2025.

### Projet du "Parc résidentiel de loisirs de La Guinotte"
Le projet du Parc résidentiel de loisirs de La Guinotte prévoit la création de 219 logements a proximité du Lac du Boulet avec un accès au parc de loisirs. L'enquête publique émet un avis défavorable en septembre 2022.